# Sphindus crassulus
Sphindus crassulus är en skalbaggsart som beskrevs av Thomas Casey 1898. Sphindus crassulus ingår i släktet Sphindus och familjen slemsvampbaggar. Inga underarter finns listade i Catalogue of Life.